# Экар, Габриэль Антуан Жозеф
Габриэ́ль Антуа́н Жозе́ф Эка́р (фр. Gabriel Antoine Joseph Hécart; 1755, Валансьен — 1838, там же) — французский литератор, лексикограф и краевед.
Служил чиновником в городской администрации, посвящая свободное время широкому спектру учёных и общественных занятий, вплоть до открытых уроков ботаники для всех желающих. Собрал обширную библиотеку, состоял в переписке с многими учёными-современниками.
Составил словарь пикардского языка (фр. Dictionnaire rouchi-français; 1812, переиздания 1826, 1834, 1978). Опубликовал сборник сирвент и шутовских песен валансьенского региона (фр. Serventois et sottes chansons couronnés a Valenciennes: tirés des manuscrits de la bibliotéque du roi; 1827). Особенно известен поэмой «Анаграммеана» (фр. Anagramméana; 1821, переиздания 1867, 2007), состоящей из 962 стихов, в каждом из которых (изредка — в двустишиях) обыгрывается пара слов, представляющих собой анаграмму. Чезаре Ломброзо в книге «Гениальность и помешательство» приводит эту поэму как образец творчества, граничащего с безумием.
Автор многих трактатов о масонстве.
Именем Экара названа улица в Валансьене.